# 周新民 (1897年)

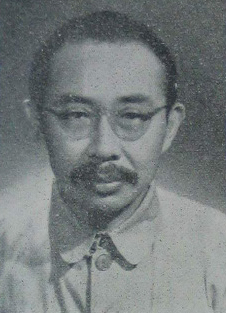
周新民近照

周新民（1897年10月—1979年10月31日），原名周骏，别名振飞，男，安徽庐江人，中国法学家。

## 生平
周新民是安徽庐江大化（今安徽省庐江县乐桥镇）人。早年就读于安徽法政专门学校，1921年毕业。“五四”运动时期，任安徽全省学生联合会副会长，积极领导学生投身于反帝反封建的爱国运动中。1921年，参加安庆社会主义青年团。1922年，赴日本留学，毕业于明治大学研究院法律科，回国后在安徽省立法政专门学校任教。1926年，经高语罕、朱蕴山介绍加入中国共产党。
1927年，因反对蒋介石制造的反革命事件而遭通缉，逃亡上海。其后在上海法科大学、中国公学大学部、复旦大学、云南大学等高校任教。1931年，周新民任南开大学商学院董事。1935年“一二·九”运动爆发后，周新民与沈钧儒、章乃器、陶行知、邹韬奋、李公朴等人发起成立了“上海各界救国会”和“全国各界救国联合会”。1938年在武汉，董必武指示周新民回安徽，在国民党省政府挂名任职，进行统战工作。1942年，按照中共中央南方局的指示，周新民以“救国会”成员的名义在重庆加入中国民主政团同盟（中国民主同盟的前身）。1949年春，周新民任政协筹备会常委会和政协会议第一届全体会议主席团常委会副秘书长，参与起草了中国人民政治协商会议组织法。
中华人民共和国成立后，周新民历任民盟中央常委兼组织部部长、民盟中央政治局委员、全国政协副秘书长、中央人民政府办公厅副主任、最高人民检察署秘书长、沈阳市副市长、中国科学院法学所副所长，是第一、二届全国人大代表，第一至五届全国政协委员。文革期间，周新民曾受到迫害，对身体和精神造成很大伤害。1979年，周新民因病经医治无效，在北京逝世，終年82歲。